# نينوس جوريا
نينوس جوريا (بالهولندية: Ninos Gouriye)‏ (14 يناير 1991 بهينجيلو في هولندا - ) هو لاعب كرة قدم هولندي في مركز الهجوم. شارك مع منتخب هولندا تحت 19 سنة لكرة القدم. أما مع النوادي، فقد لعب مع أدو دين هاغ وتفينتي أنشخيدة ونادي أسترا جورجو ونادي إكسلسيور وهيراكليس ألميلو.

## وصلات خارجية
- نينوس جوريا على موقع قاعدة بيانات كرة القدم.إي يو (الإنجليزية)
- نينوس جوريا على موقع Soccerway.com (الإنجليزية)
- نينوس جوريا على موقع عالم كرة القدم.نت (الإنجليزية)